# 駿河小山駅
駿河小山駅（するがおやまえき）は、静岡県駿東郡小山町小山にある、東海旅客鉄道（JR東海）御殿場線の駅である。駅番号はCB08。

## 概要
紡績業で発展した小山町に位置し、駅の裏手に紡績工場が控える。駅がある場所は小山町東部の小山地区で、静岡県と神奈川県の県境に近く、静岡県内の鉄道駅では最も北に位置する。普通列車と、一部の特急「ふじさん」が停車している。
御殿場線の途中駅の中で、丹那トンネル開通以前に東海道本線の駅として開業した7駅の一つである。

## 歴史
1889年（明治22年）に国府津 - 御殿場 - 沼津間の鉄道が開業したとき、その中間駅の一つとして開業したのが小山駅、後の駿河小山駅である。国府津 - 沼津間を結ぶ現在の御殿場線は開業当時は東海道本線の一部であり、小山駅も東海道本線の駅として機能していた。
駅の開業は、周囲の村が発展する契機となった。1898年（明治31年）には富士紡績の工場が村内で操業を開始し、日本全国から集められた工男・工女が小山駅に降り立ったと言われる。この紡績工場は、鉄道省の『新鉄道唱歌』で「瓦斯紡績の工場に その名知られし駿河駅」と歌われている。鉄道開通によって活況を呈した周囲の村は、大正になって町制がしかれている。
1934年（昭和9年）に丹那トンネルを通る熱海 - 沼津間が開業し東海道本線が同区間経由に変更され、国府津 - 御殿場 - 沼津間が「御殿場線」という地方路線に格下げされたことは、小山の町にも悪影響を与えた。夏場に富士登山に訪れる客を見込んで土産品の即売所を開設しアピールしたが失敗し、地元商工会が町民に町内での買い物を呼びかけたほどである。見切りを付けた商人が町から出ていったとも言われている。

### 駅名
1889年（明治22年）2月の開業当初は小山駅（おやまえき）を名乗った。鉄道院は栃木県下都賀郡小山町に小山駅（1906年国有化）があることから、六合村から採った六合駅に改称しようとした。しかし、合併と町名改称の話が挙がっていた六合村と菅沼村の両村の有志が駅名改称に反対する請願を行い、日程は延期された。その後、静岡県知事が両村会に新町名を駿河町として合併することを諮問し、鉄道院も改称後の駅名を駿河駅に改めた。駅名は1912年（明治45年）7月に駿河駅（するがえき）に改称されたが、町名に対して反対があったことから8月の合併では小山町として発足した。駅名は太平洋戦争後の1952年（昭和27年）1月になって駿河小山駅に改称された。

### 年表
- 1889年（明治22年）2月1日：官設鉄道の小山駅（おやまえき）として、国府津 - 静岡間の開通時に開業[1]。旅客・貨物営業開始[1]。
- 1891年（明治24年）3月1日：当駅 - 御殿場間複線化、単線と複線の切替地点に。
- 1909年（明治42年）10月12日：線路名称制定、当駅を通る路線を東海道本線と命名[5]。
- 1912年（明治45年）
  - 3月26日：鉄道院が同年5月1日に六合駅（ろくごうえき）に改称することを告示[6]。
  - 4月30日：鉄道院が改称の日付を6月1日に改めることを告示[7]。
  - 5月30日：鉄道院が改称の日付を7月1日に、駅名を駿河駅に改めることを告示[8]。
  - 7月1日：駿河駅（するがえき）に改称[1]。
- 1934年（昭和9年）12月1日：東海道本線熱海 - 沼津間開通に伴い、東海道本線国府津 - 駿河 - 沼津間は御殿場線に改称[9]。
- 1943年（昭和18年）7月11日：御殿場線単線化。
- 1952年（昭和27年）1月1日：駿河小山駅に改称[4]。
- 1968年（昭和43年）：駅舎を改築[10]。
- 1968年（昭和43年）4月27日：御殿場線国府津 - 御殿場間電化に伴い、構内を電化。
- 1973年（昭和48年）10月1日：貨物の取扱いを廃止[1]。
- 1984年（昭和59年）2月1日：荷物の取扱いを廃止[1]。
- 1987年（昭和62年）4月1日：国鉄分割民営化に伴い、JR東海の駅となる[1]。
- 2012年（平成24年）3月17日：無人駅となる[11]。
- 2019年（平成31年）3月2日：ICカード「TOICA」の利用が可能となる[12]。

## 駅構造
島式ホーム1面2線を持つ地上駅。ホームの南側が下り列車が発着する1番線、北側が上り列車が発着する2番線である。駅舎とホームは跨線橋（階段のみ）で連絡している。
ホームの外側に1本ずつ側線があるほか、上り側線から、富士紡績小山工場（現・フジボウ愛媛小山工場）への専用線を転用した保線車両留置線が分岐している。
御殿場駅管理の無人駅（特急ロマンスカー停車駅のうち、無人駅は当駅が唯一である）。簡易TOICA改札機設置。かつては東海交通事業による業務委託駅であったが、2012年3月に無人化され、営業していたキヨスクも閉店した。
駅舎は構内の南側にある。駅舎はやや高い位置に設置されているため、出入口前に階段がある。跨線橋は駅舎に直結し、1番線を跨いだ先から階段がホームへ下りている。

### のりば
| 番線 | 路線        | 方向 | 行先             |
| ---- | ----------- | ---- | ---------------- |
| 1    | CB 御殿場線 | 下り | 御殿場・沼津方面 |
| 2    | CB 御殿場線 | 上り | 松田・国府津方面 |

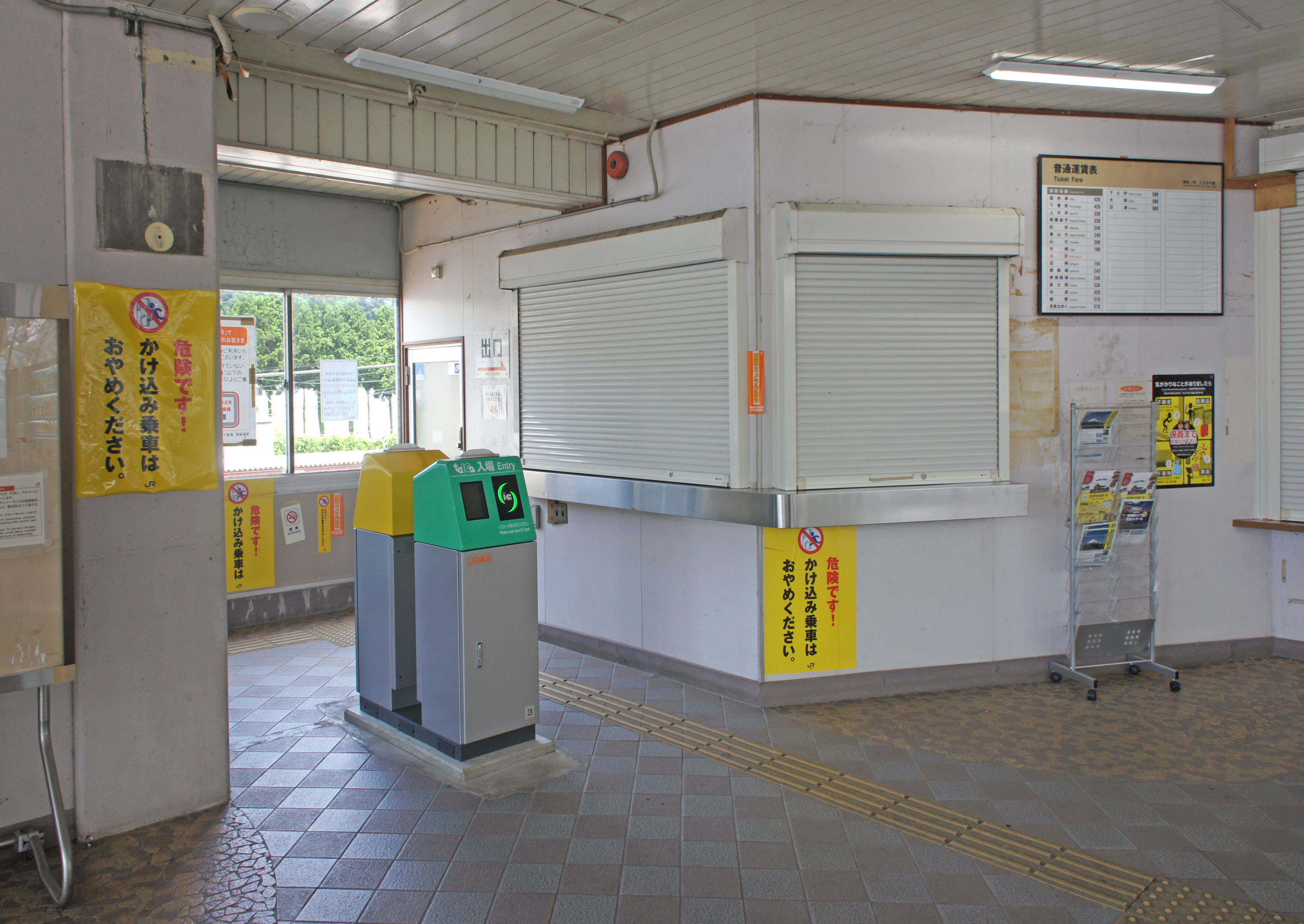
改札口（2022年6月）
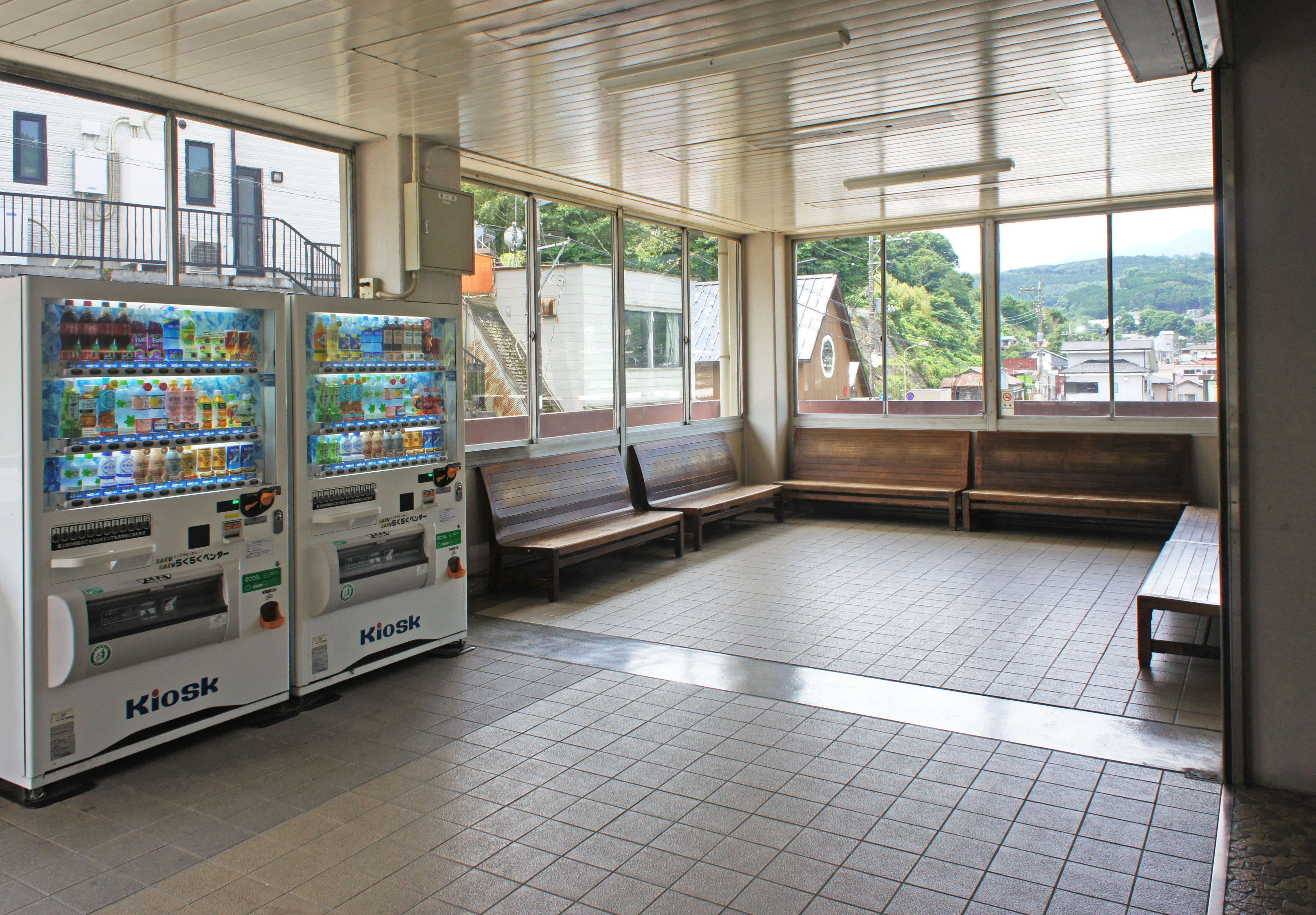
待合室（2022年6月）
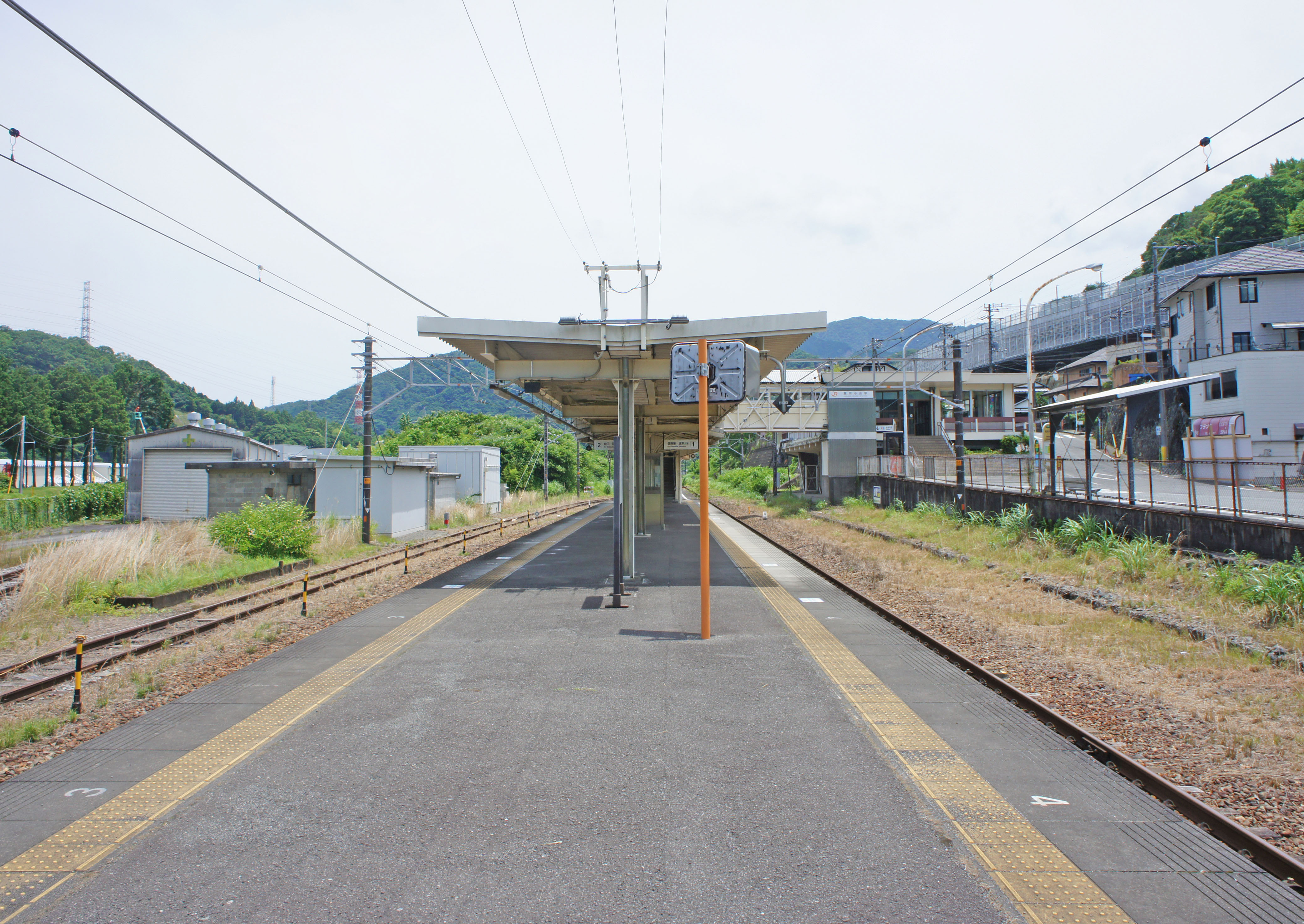
ホーム（2022年6月）

## 利用状況
「静岡県統計年鑑」によると、2021年度（令和3年度）の1日平均乗車人員は281人である。
1993年度（平成5年度）以降の推移は以下のとおりである。
| 乗車人員推移       | 乗車人員推移     | 乗車人員推移  |
| 年度               | 1日平均 乗車人員 | 出典          |
| ------------------ | ---------------- | ------------- |
| 1993年（平成05年） | 1,226            | [ 静岡県 2 ]  |
| 1994年（平成06年） | 1,133            | [ 静岡県 3 ]  |
| 1995年（平成07年） | 1,110            | [ 静岡県 4 ]  |
| 1996年（平成08年） | 1,099            | [ 静岡県 5 ]  |
| 1997年（平成09年） | 1,035            | [ 静岡県 6 ]  |
| 1998年（平成10年） | 1,005            | [ 静岡県 7 ]  |
| 1999年（平成11年） | 967              | [ 静岡県 8 ]  |
| 2000年（平成12年） | 956              | [ 静岡県 9 ]  |
| 2001年（平成13年） | 910              | [ 静岡県 10 ] |
| 2002年（平成14年） | 848              | [ 静岡県 11 ] |
| 2003年（平成15年） | 806              | [ 静岡県 12 ] |
| 2004年（平成16年） | 787              | [ 静岡県 13 ] |
| 2005年（平成17年） | 754              | [ 静岡県 14 ] |
| 2006年（平成18年） | 720              | [ 静岡県 15 ] |
| 2007年（平成19年） | 714              | [ 静岡県 16 ] |
| 2008年（平成20年） | 693              | [ 静岡県 17 ] |
| 2009年（平成21年） | 662              | [ 静岡県 18 ] |
| 2010年（平成22年） | 608              | [ 静岡県 19 ] |
| 2011年（平成23年） | 553              | [ 静岡県 20 ] |
| 2012年（平成24年） | 474              | [ 静岡県 21 ] |
| 2013年（平成25年） | 470              | [ 静岡県 22 ] |
| 2014年（平成26年） | 455              | [ 静岡県 23 ] |
| 2015年（平成27年） | 421              | [ 静岡県 24 ] |
| 2016年（平成28年） | 402              | [ 静岡県 25 ] |
| 2017年（平成29年） | 393              | [ 静岡県 26 ] |
| 2018年（平成30年） | 371              | [ 静岡県 27 ] |
| 2019年（令和元年） | 387              | [ 静岡県 28 ] |
| 2020年（令和02年） | 266              | [ 静岡県 29 ] |
| 2021年（令和03年） | 281              | [ 静岡県 1 ]  |

## 駅周辺

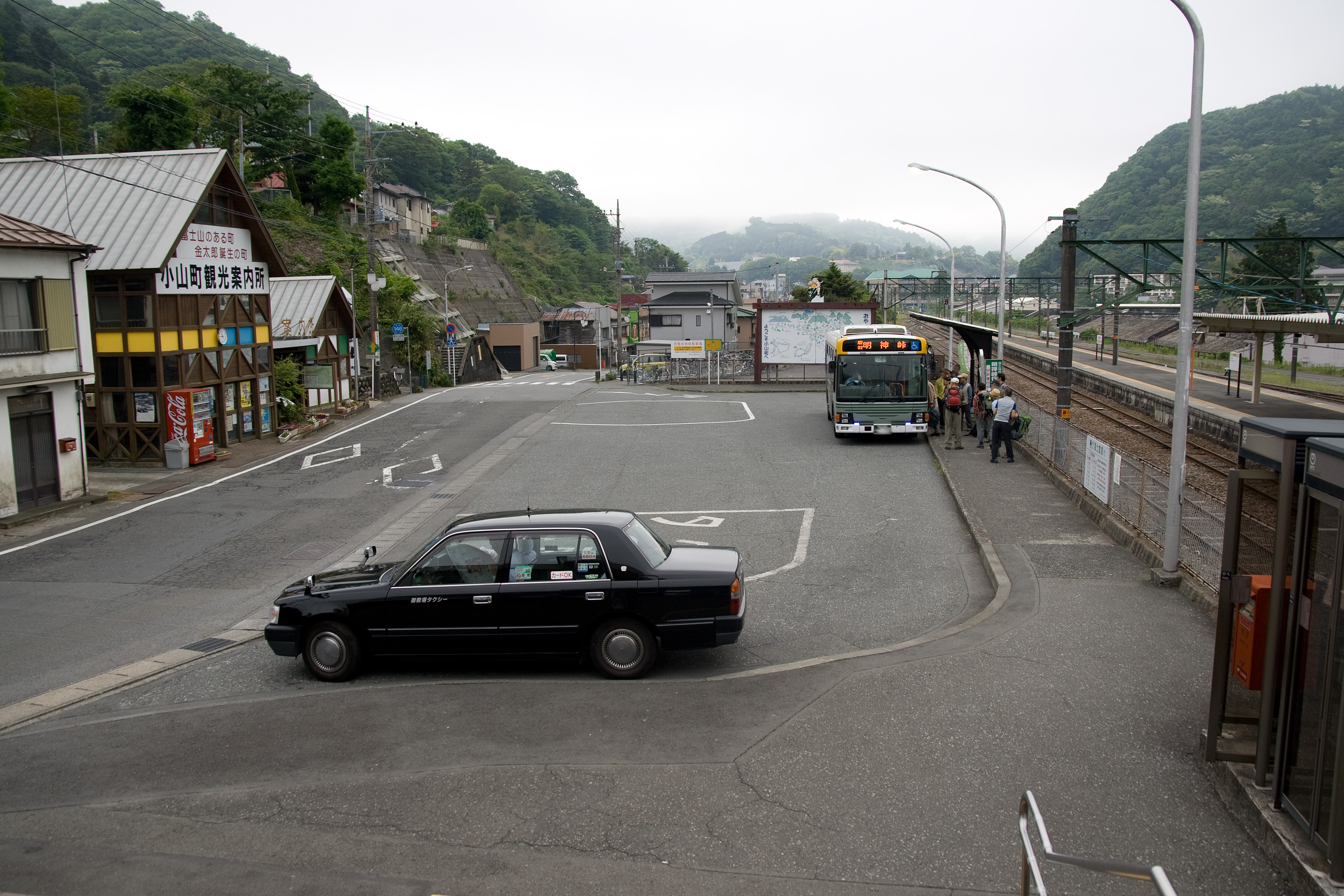
駅前ロータリー（2011年5月）

- 小山町観光案内所
- フジボウ愛媛 小山工場
- 信濃高原食品 富士小山工場
- 静岡県道146号駿河小山停車場線
- 金太郎郵便局

## バス路線
富士急モビリティの冨士霊園、御殿場駅方面への路線バスやデマンド運行の小山町コミュニティバスがある。冨士霊園への路線バスは土休日のみで平日は霊園運営の送迎バスが運行されている。

## 隣の駅
※特急「ふじさん」の隣の停車駅は列車記事を参照のこと。
東海旅客鉄道（JR東海）
CB 御殿場線
谷峨駅 (CB07) - 駿河小山駅 (CB08) - 足柄駅 (CB09)

### 記事本文